# Elvino Bonaparte do Rêgo

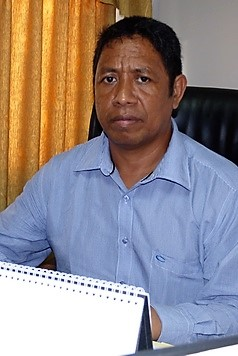
Elvino Bonaparte do Rêgo

Elvino Bonaparte do Rêgo ist ein leitender Beamter aus Osttimor.
Bonaparte do Rêgo war von 2002 bis 2011 Administrator des Distrikt Manatuto. Danach wurde er als Generalinspektor für Innenrevision in das Ministerium für Staatsadministration Osttimors (Ministru Administrasaun Estatál no Ordenamentu Territoriál MAEOT) versetzt.
2017 arbeitete er an der Udayana-Universität auf dem indonesischen Bali, in der Wirtschaftsfakultät. 2021 wurde Bonaparte do Rêgo von der Regierung Osttimors als stellvertretender Kommissar in die Comissão Nacional de Eleições (CNE), der nationalen Wahlkommission, entsandt.